# Zdzisław Kabza
Zdzisław Jan Kabza (ur. 19 stycznia 1939 w Zwoli) – polski energetyk, specjalizujący się w komputerowym wspomaganiu projektowania, metrologii energetycznej, monitorowaniu inwestycji, technice cieplnej; nauczyciel akademicki związany z Wyższą Szkołą Inżynierską w Opolu i jej czwarty rektor (1982-1987).

## Życiorys
Był synem Władysława i Marii Kabzów. Ukończył studia wyższe na Politechnice Wrocławskiej w 1962 roku i Wieczorowy Uniwersytet Marksizmu-Leninizmu w 1972. Następnie podjął pracę zawodową na PW, otrzymując kolejno stopnie naukowe doktora w 1971 roku i doktora habilitowanego w 1977 z zakresu metrologii energetycznej oraz stanowisko docenta. W macierzystej uczelni sprawował w latach 1975–1978 funkcję zastępcy dyrektora Instytutu Techniki Cieplnej i Mechaniki Płynów.
W 1978 roku rozpoczął pracę w Wyższej Szkole Inżynierskiej w Opolu, obejmując posadę dyrektora Instytutu Elektrotechniki WSI, którą zajmował do 1982, kiedy to został wybrany rektorem opolskiej uczelni technicznej. W międzyczasie uzyskał tytuł profesora nauk technicznych w 1986, a w 1991 stanowisko profesora zwyczajnego. Funkcję rektora opolskiej Wyższej Szkoły Inżynierskiej sprawował do 1987. W latach 1990–1996 był dziekanem Wydziału Elektrotechniki i Automatyki. Od 1997 jest kierownikiem Katedry Elektrowni i Systemów Pomiarowych, a od 2005 roku dyrektorem Instytutu Elektrowni i Systemów Pomiarowych PO.
Należy do cenionych badaczy w zakresie metrologii przepływów i problemów metrologicznych. Od 1987 roku należy do Komitetu Metrologii i Aparatury Naukowej Polskiej Akademii Nauk, a od 1994 roku zasiada jako członek rzeczywisty Międzynarodowej Akademii Nauk Inżynierskich i Technologicznych. Przewodniczy Federacji SNT "Energetyka i Środowisko" w Warszawie oraz Radom Naukowym Instytutu Komputerowych Systemów Automatyki i Pomiarów i OBR GRE we Wrocławiu. Jest rzeczoznawcą audytorem Stowarzyszenia Polskich Energetyków, członkiem Rad Programowych czasopism naukowo-technicznych, m.in. miesięcznika "Pomiary, Automatyka, Kontrola" oraz naukowych "Applied Mechanics and Engineering" i "Metrology and Measuring Systems". 
Poza Politechniką Opolską przez pewien czas wykładał także w Instytucie Edukacji Technicznej i Bezpieczeństwa, działającym w ramach Wydziału Matematyczno-Przyrodniczego Akademii im. Jana Długosza w Częstochowie.
Od 1965 był członkiem Polskiej Zjednoczonej Partii Robotniczej.

## Dorobek naukowy i odznaczenia
Jest autorem szeregu publikacji z zakresu racjonalnego użytkowania energii i środowiska, metrologii energetycznej i audytu energetycznego. Całość jego dorobku naukowego obejmuje ponad 200 pozycji, w tym 9 książek. Wśród 8 projektów badawczych z Komitetu Badań Naukowych znajdowały się 3 projekty celowe. W uznaniu swoich zasług na polu dydaktycznym, naukowym i organizacyjnym otrzymał 9 nagród ministra edukacji i Krzyż Oficerski Orderu Odrodzenia Polski.